# 世界選抜 (World XV)
世界選抜（World XV、ワールド・フィフティーン）は、ラグビーユニオンで非公式に臨時で編成されるチームで、さまざまな国から招待された選手で構成される。

## 概要
1977年8月27日の南アフリカ共和国代表との対戦が、世界選抜（World XV）として初めての編成である。国代表チームとの対戦や、記念試合が行われるが、多くの場合テストマッチとはみなされていない。

## 対戦記録
出典：
| 対戦日        | 結果   | 対戦相手                                         | 会場                                                       | 備考 | 出典          |
| ------------- | ------ | ------------------------------------------------ | ---------------------------------------------------------- | ---- | ------------- |
| 1977年8月27日 | ●24-45 | 南アフリカ共和国                                 | ロフタス・ヴァースフェルド・スタジアム（南アフリカ共和国） |      | [ 4 ]         |
| 1983年4月9日  | ○33-16 | オーストラリア                                   | シドニー・クリケット・グラウンド（オーストラリア）         |      | [ 5 ]         |
| 1986年4月16日 | ○15-7  | ブリティッシュ・アンド・アイリッシュ・ライオンズ | カーディフ・アームズ・パーク（ウェールズ）                 |      | [ 6 ]         |
| 1988年5月15日 | ●38-42 | オーストラリア                                   | Concord Oval（オーストラリア）                             |      | [ 7 ]         |
| 1989年8月26日 | ●19-20 | 南アフリカ共和国                                 | ニューランズ・スタジアム（南アフリカ共和国）               |      | [ 8 ]         |
| 1989年9月2日  | ●16-22 | 南アフリカ共和国                                 | エリス・パーク・スタジアム（南アフリカ共和国）             |      | [ 8 ]         |
| 1992年4月18日 | ○28-14 | ニュージーランド                                 | ランキャスター・パーク（ニュージーランド）                 |      | [ 9 ]         |
| 1992年4月22日 | ●26-54 | ニュージーランド                                 | Athletic Park（ニュージーランド）                          |      | [ 9 ]         |
| 1992年4月25日 | ●15-26 | ニュージーランド                                 | イーデン・パーク（ニュージーランド）                       |      | [ 9 ]         |
| 1999年4月17日 | ●31-49 | アルゼンチン                                     | Estadio Arquitecto Ricardo Etcheverry（アルゼンチン）      |      | [ 10 ]        |
| 2006年6月3日  | ●27-30 | 南アフリカ共和国                                 | エリス・パーク・スタジアム（南アフリカ共和国）             |      | [ 11 ]        |
| 2006年12月3日 | ○32-7  | 南アフリカ共和国                                 | キング・パワー・スタジアム（イングランド）                 |      | [ 12 ]        |
| 2014年6月7日  | ●13-47 | 南アフリカ共和国                                 | ニューランズ・スタジアム（南アフリカ共和国）               |      | [ 13 ]        |
| 2015年8月15日 | ○45-20 | 日本                                             | 秩父宮ラグビー場（日本）                                   |      | [ 14 ] [ 15 ] |
| 2023年5月28日 | ●42-48 | バーバリアンズ                                   | トゥイッケナム・スタジアム（イングランド）                 |      | [ 16 ]        |